# Hallyani, Bhatkal
Hallyani là một làng thuộc tehsil Bhatkal, huyện Uttara Kannada, bang Karnataka, Ấn Độ.